# 阿塞瓜
阿塞瓜是巴西南大河州的一个市镇。总面积1502.17平方公里，总人口4130人，人口密度2.7人/平方公里。